# Бекард білоголовий
Бекард білоголовий (Xenopsaris albinucha) — вид горобцеподібних птахів родини бекардових (Tityridae).

## Поширення
Вид поширений в Південній Америці. Трапляється у Венесуелі, можливо, Колумбії, центрі та сході Бразилії, сході Болівії, у Парагваї, заході Уругваю та на півночі Аргентини. Населяє напівпосушливі субтропічні або тропічні ліси та субтропічні або тропічні вологі ліси.

## Опис
Дрібний птах, завдовжки 13 см завдовжки і вагою близько 10 г. У самця чорна верхівка з білим лицем і блідо-сірою потилицею. Верхня частина тіла бурувато-сіра, на крилах коричнева. Хвіст чорнуватий з білим зовнішнім контуром зовнішнього пір'я. Нижня частина біла. Самиця має коричневу корону та верхні частини, а черевце жовтуватого відтінку.

## Спосіб життя
Комахоїдний вид. Гніздування відбувається у червні-вересні у Венесуелі, з активними гніздами у липні та інкубацією у серпні; в Аргентині розмножується в період з жовтня по січень.

## Підвиди
Таксон містить два підвиди:
- Xenopsaris albinucha minor Hellmayr, 1920 — населяє центральну та західну Венесуелу та на північному сході Колумбії.
- Xenopsaris albinucha albinucha (Burmeister, 1869) — решта ареалу.